# Davey River
Der Davey River ist ein Fluss im äußersten Südwesten des australischen Bundesstaates Tasmanien.

## Geografie

### Flusslauf
Der fast 53 Kilometer lange Davey River entspringt an den Nordwesthängen des Coronation Peak in der Frankland Range, südwestlich des Lake Pedder. Von dort fließt er zunächst rund zwei Kilometer nach Westen und wendet seinen Lauf dann nach Süd-Südosten, entlang des Westrandes der Frankland Range. Am 146. Längengrad biegt er nach Süden ab und mündet in die Payne Bay, den inneren Teil des Port Davey, und damit in den Südlichen Ozean.
Ein Teil des Unterlaufes heißt Hells Gates, nicht zu verwechseln mit Hell's Gates, der Einfahrt zum Macquarie Harbour. Der Davey River und seine Nebenflüsse verlaufen in ihrer gesamten Länge innerhalb des Southwest-Nationalparks, einem völlig unbesiedelten Gebiet, in das keine Straßen führen.

### Nebenflüsse mit Mündungshöhen
- Lora River – 75 m
- Frankland River – 59 m
- Hardwood River – 36 m
- Barkhut Creek – 35 m
- Pine Creek – 34 m
- Badger Creek – 23 m
- Crossing River – 21 m
- Kettle Creek – 20 m
- De Witt River – 18 m
- Blackwater Creek – 0 m[1]